# ختم ضريبة السجائر

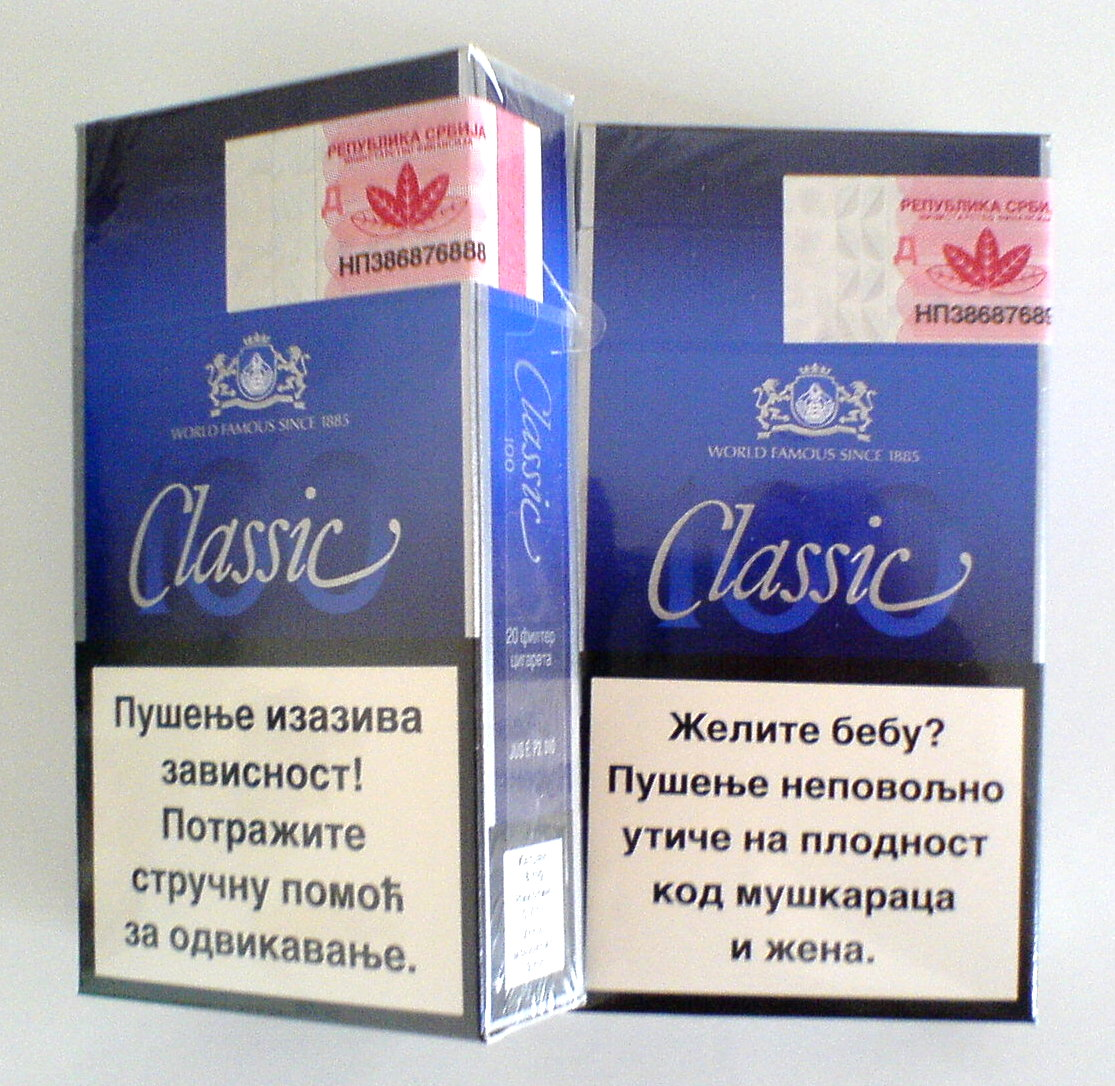

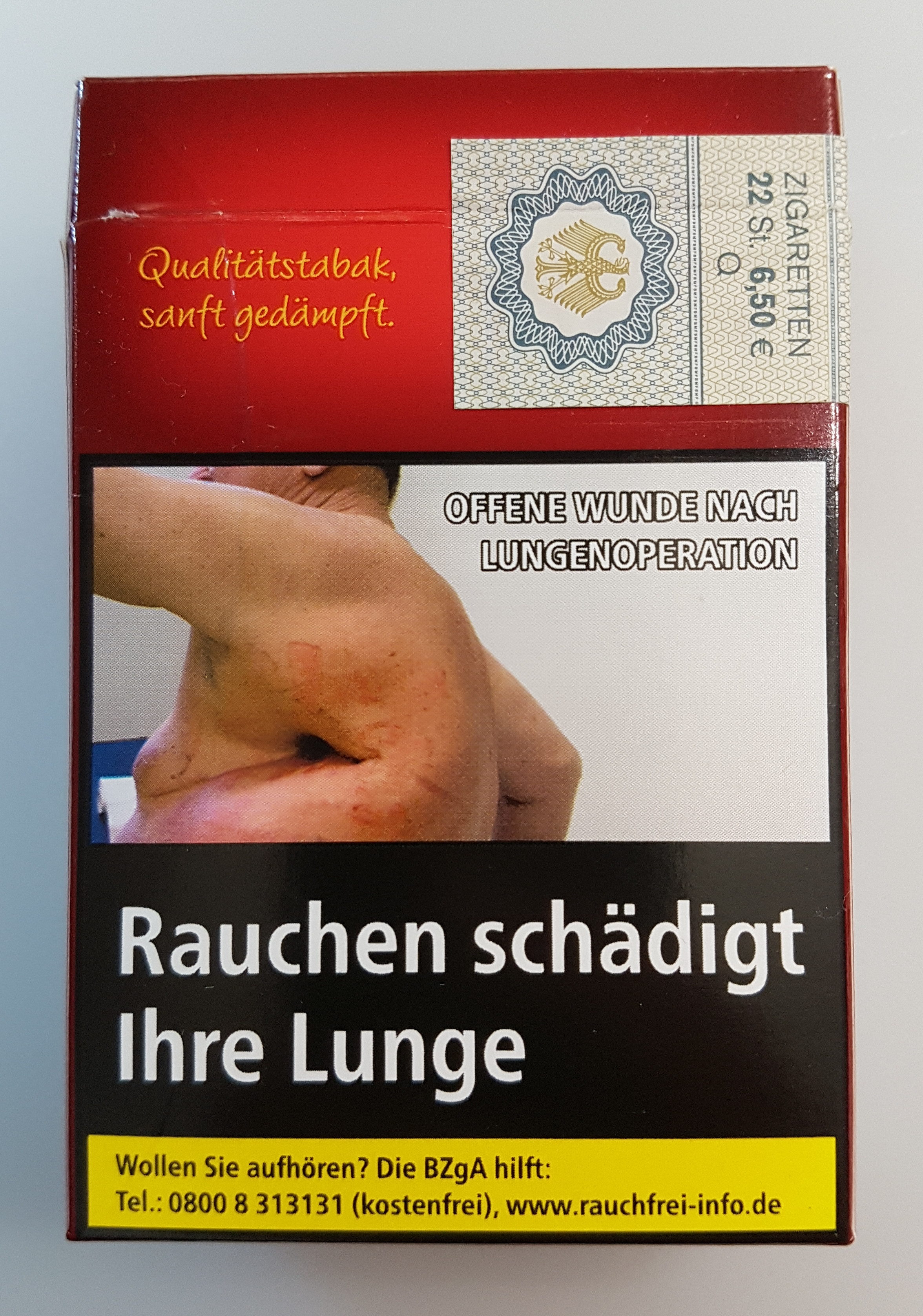

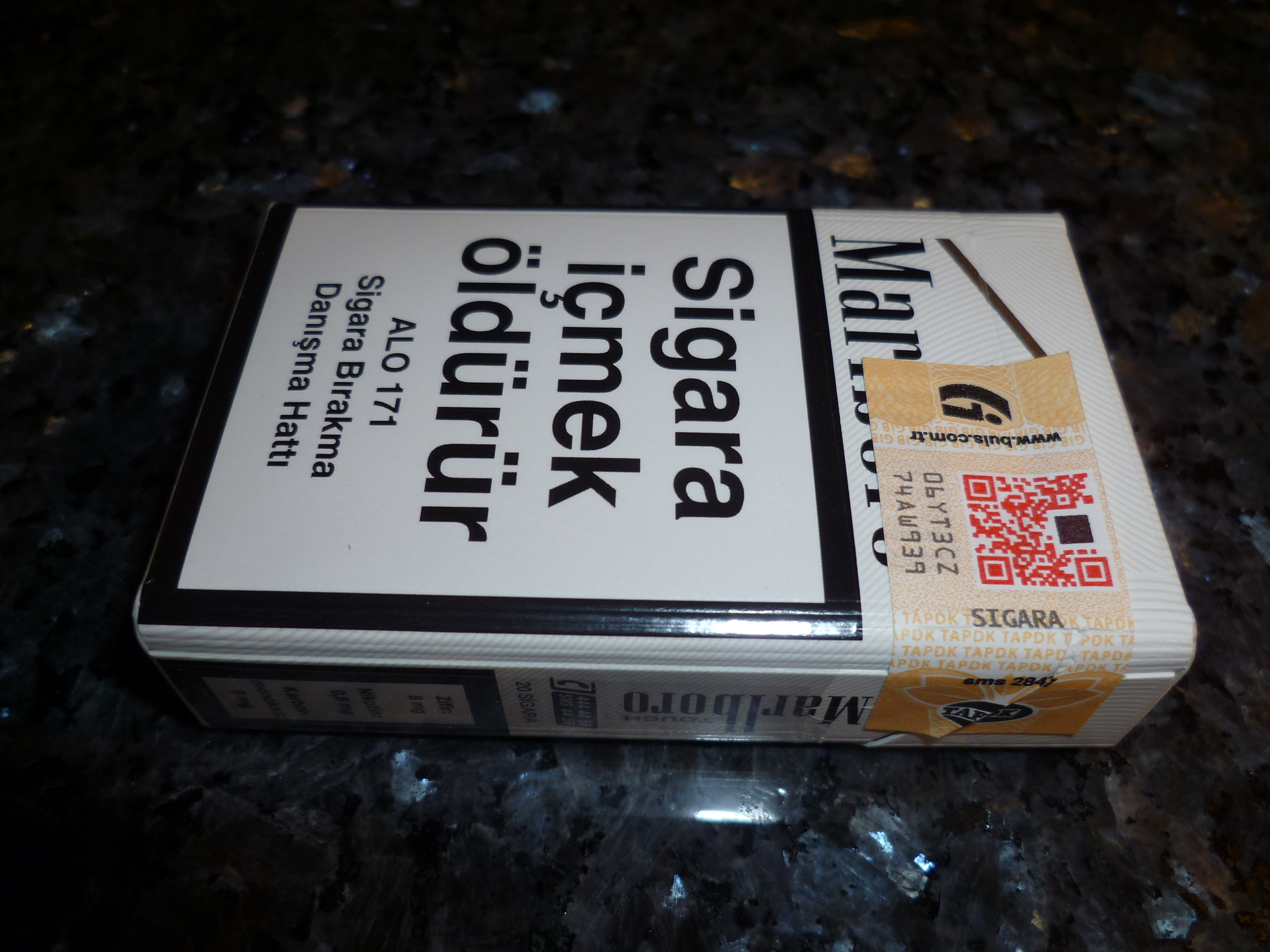
ختم الضريبة

ختم ضريبة السجائر هو أي ختم لاصق أو طابع مقياس أو ختم نقل الحرارة أو أي شكل أو دليل آخر على دفع ضريبة السجائر. ختم ضريبة السجائر هو مثال محدد على ختم الإيرادات. يحظر قانون السجائر المهربة 1978 نقل أو استلام أو شحن أو حيازة أو توزيع أو شراء أكثر من 60000 سيجارة (300 كرتون) لا تحمل الختم الضريبي الرسمي للولاية الأمريكية التي توجد فيها السجائر.

## الإطلاع على
- السيجارة
- قانون التدخين